# RELCOM
RELCOMまたはRelcom(ロシア語: РЕЛКОМ, Релком)とはロシアにあるコンピュータネットワークで、「RELiable COMmunications（リライアブル・コミュニケーションズ）」の略称である。

## 概要
ソビエト連邦時代の1990年8月1日にクルチャトフ研究所がDEMOS（DEMOSの技術者チームのほとんどはクルチャトフ研究所の従業員（主要人物にミハイル・ダヴィドフ、ワジム・アントノフ、ドミトリー・ヴォロージン） だったもののRELCOMのチームはクルチャトフ研究所に勤務していたわけではない）を使って始めた。
ロシア初のコンピュータネットワークの一つ（ソビエト連邦において初の商業インターネットサービスプロバイダー）となり、その開発はRunetの発展に繋がっていった。当初はUUCPプロトコルをベースにした純粋な電子メール網だった。
1991年8月のクーデター当時、Relcomのネットワークはクーデター実行者によるソ連国家保安委員会を使ったマスメディアへの抑圧下でクーデターに関するニュースを世界中に伝えるために活用された。
現在はロシアのISPであるレルコム・ビジネス・ネットワークによって管理されている。

## 関連資料
- "Wide-Area Collaboration." (Archive)